# Cimicodes subapicata
Cimicodes subapicata är en fjärilsart som beskrevs av W. Warren 1897. Cimicodes subapicata ingår i släktet Cimicodes och familjen mätare. Inga underarter finns listade i Catalogue of Life.